# ДС-1
ДС-1 (Днепропетровский спутник-1) — тип космического аппарата, разработанный в ОКБ-586 (ныне КБ «Южное»), ставший первой для конструкторского бюро разработкой космического аппарата. Прежде всего предназначался для отработки ракеты-носителя 63С1 в составе ракетно-космического комплекса «Радуга».

## Назначение
Основной задачей КА являлась:
- отработка ракеты-носителя 63С1 — измерение перегрузок на участке выведения;
- стартового комплекса на полигоне Капустин Яр «Маяк-2» — измерение вибрационных и тепловых нагрузок на комплекс в момент старта;
- проверка конструкторских и аппаратных решений инженеров ОКБ-586 по космическому аппарату — измерение угловых скоростей космического аппарата после отделения от ракеты-носителя;
- отработка аппаратуры — применение маломощных радиопередатчиков типа МБП-1;
- исследование космических лучей.

Постановщиком экспериментов по исследованию космических лучей стал Институт прикладной геофизики АН СССР (ныне Институт прикладной геофизики им. Академика Е. К. Фёдорова).

## Техническое описание
Корпус космического аппарата представлял собой герметичный корпус, состоящий из двух полусфер днищ и цилиндрической проставкой между ними диаметром 800 мм. Корпус заполнен азотом, внутри которого расположены фермы. На них размещаются блоки химических батарей разработки Всесоюзного научно-исследовательского института источников тока (ныне НПО «Квант»), аппаратура
бортовой командной радиолинии БКРЛ-Э разработки НИИ-648 (ныне НИИ Точных приборов), система радиотелеметрии «Трал-МСД», система радиоконтроля орбиты «Рубин-1Д» разработки ОКБ Московского энергетического института и электронные блоки исследовательской аппаратуры. На наружной поверхности аппарата расположены 20 фланцев, на которых располагались передающие и приёмные антенны радиокомплекса, счётчики рентгеновского излучения и заправочные клапаны. На передней полусфере предусматривались кронштейны для установки солнечных датчиков. На задней полусфере расположен центральный фланец для крепления спутника к носителю.

## История запусков
Обе попытки запуска космических аппаратов типа ДС-1 в конце 1961 года оказались неудачными вследствие аварий
ракеты-носителя:
| № | Обозначение | Дата запуска | Межд. обознач. | Ракета-носитель | Параметры орбиты                    | Параметры орбиты                    | Параметры орбиты                    | Сведён с орбиты/разрушен            |
| № | Обозначение | Дата запуска | Межд. обознач. | Ракета-носитель | Перигей, км                         | Апогей, км                          | Наклонение,°                        | Сведён с орбиты/разрушен            |
| - | ----------- | ------------ | -------------- | --------------- | ----------------------------------- | ----------------------------------- | ----------------------------------- | ----------------------------------- |
| 1 | Не получил  | 27.10.1961   | —              | 63С1            | Авария РН.                          | Авария РН.                          | Авария РН.                          | Авария РН.                          |
| 2 | Не получил  | 21.12.1961   | —              | 63С1            | Авария РН на отметке +353,8 секунд. | Авария РН на отметке +353,8 секунд. | Авария РН на отметке +353,8 секунд. | Авария РН на отметке +353,8 секунд. |

## Результаты исследований
Так как космический аппарат так и не был выведен в космос из-за аварий с ракетой-носителем была выявлена необходимость проведения ряда доработок по конструкции и системе управления носителя.